# Pau Canivell
Pau Canivell (Barcelona, 2000) es un director de cine, guionista, actor y performer español.

## Biografía
Pau Canivell se graduó en Comunicación Audiovisual en 2022 en la Universidad Pompeu Fabra y se dio a conocer con su documental Tacones Sobre Ruedas,  que narra la historia de una familia formada por drag queens y un icono trans que viajan en autocaravana a lugares hostiles, con el objetivo de organizar una performance para demostrar su apoyo a un niño que fue agredido por otro menor en las puertas de su propia escuela. Se estrenó en diciembre de 2022 en Cinemes Girona a nivel nacional ,  y a nivel internacional se estrenó en el Festival Merlinka. El documental viajó por sitios como Belgrado, Boston, Lima, Miami, Utah o Playa del Carmen. 
Su primer cortometraje de ficción, Nocturnas (2023), se estrenó en el Medina Film Festival, y cuenta la historia de una joven que escapa de su casa y redefine su concepto de familia tras ver una performance en un local underground. 
En el Festival Internacional de Cine de Venecia de 2023, fue jurado de la sección Giornate degli autori.
También trabaja como drag performer con su alter ego "Emma Mess".

## Filmografía
| Año  | Título               | Notas                      |
| ---- | -------------------- | -------------------------- |
| 2021 | Wonderland           | Actor                      |
| 2022 | Coses de nois        | Actor                      |
| 2022 | Tacones Sobre Ruedas | Director, guionista, actor |
| 2023 | Nocturnas            | Director, guionista        |